# Lissonota lissonotator
Lissonota lissonotator là một loài tò vò trong họ Ichneumonidae.